# Kanton La Trinité

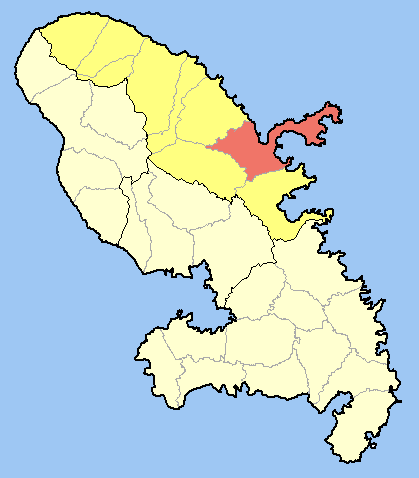
Lage des Kantons La Trinité im Arrondissement La Trinité und im Übersee-Département Martinique

Der Kanton La Trinité war ein Kanton im französischen Übersee-Département Martinique im Arrondissement La Trinité. Er umfasste die Gemeinde La Trinité.
Vertreter im Generalrat des Départements war seit 2002 Frédéric Buval. 